# Enryaku
Enryaku (延暦?) es el nombre de una era japonesa (年号 nengō?) posterior a la Ten'ō y anterior a la Daidō. Abarcó del año 782 al 806. El emperador reinante fue Kanmu-tennō (桓武天皇?).

## Cambio de era
- Enryaku gannen (延暦元年?); 782: La era comenzó el Ten'ō  2, el 19.º día del octavo mes del año 782.[2]

## Eventos de la eraEnryaku
- Enryaku 1, sexto mes (782): El sadaijin Fujiwara no Uona fue removido de su cargo y exiliado a Kyushu. Alrededor de esos días, Fujiwara no Tamaro fue nombrado udaijin. Durante los días en que los puestos de sadaijin y udaijin estuvieron vacantes, los principales consejeros dainagon) y el emperador asumieron sus responsabilidades y poderes.[3]
- Enryaku 3, tercer mes (783): El udaijin Tamaro muere a la edad de 62 años.[3]
- Enryaku 3, séptimo mes (783): Fujiwara no Korekimi se convierte en el nuevo udaijin.[3]
- Enryaku 12 (793): Se comienza la construcción del templo Enryaku-ji bajo la dirección del monje budista Dengyō[4]
- Enryaku 13, 21.er día del décimo mes (794): El emperador hace una procesión de Nara hacia Heian-kyō.[4]
- Enryaku 15 (796): se ponen en circulación monedas adicionales de cobre, con la inscripción Ren-hei Ei-hō.[5]
- Enryaku 25 (806): Fallece el Emperador Kanmu a la edad de 70 años. Su reinado tuvo una duración de 25.[6]